# Adenophora liliifolioides
Adenophora liliifolioides là loài thực vật có hoa trong họ Hoa chuông. Loài này được Pax & K.Hoffm. mô tả khoa học đầu tiên năm 1922.